# Kano
Kano je glavni grad istoimene nigerijske savezne države i drugi grad po brojnosti u Nigeriji, iza Lagosa. Leži na 470 metara nadmorske visine, 100 km južno od granice s Nigerom.
Većinu populacije grada sačinjava narod Hausa, muslimanske vjeroispovijesti. Ostatak stanovništva uglavnom živi u dijelu grada nazvanom Sabon Gari. Kao i u većini sjeverne Nigerije, i u Kanu se govori hausa jezik. Tradicionalni vladar grada je emir, a sadašnji je na prijestolju od 1963. godine. Grad ima međunarodnu zračnu luku u kojoj svoje sjedište ima zrakoplovna tvrtka Kano Air.
Prema popisu iz 1991., Kano ima 2.166.554 stanovnika. Zbog velikog vremenskog odmaka od ovog popisa, procjenjuje se da je stvarni broj stanovnika dosta veći.

## Vanjske poveznice

### Ostali projekti
|  | Zajednički poslužitelj ima još gradiva o temi Kano |